# Taohuatan
Taohuatan (kinesiska: 桃花潭) är en köping i östra Kina. Den ligger i Jing härad i staden Xuancheng i provinsen Anhui, omkring 170 kilometer sydost om provinshuvudstaden Hefei. Antalet invånare är 23 273. Befolkningen består av 11 026 kvinnor och 12 247 män. Barn under 15 år utgör 12,0 %, vuxna 15-64 år 71 %, och äldre över 65 år 15,0 %.